# 高山泰夫
高山 泰夫（たかやま やすお、1922年（大正11年）8月23日 - 没年不明）は、岐阜県出身のプロ野球選手。

## 来歴・人物
1939年春の第16回選抜中等学校野球大会に岐阜商業の控え選手として出場し、準優勝を経験。翌1940年春の第17回選抜中等学校野球大会に2年連続で出場。この時の岐阜商業は高山を含め、大島信雄や国枝利通、鳥居兵治、加藤政一など、のちにプロ野球界入りする選手を5人擁するチームで、高山はこの大会も控え選手だったが、重要な場面で3試合に代打として起用されて3打数3安打の活躍を見せた。特に決勝の京都商業戦では両チーム無得点で迎えた8回裏に代打として登場、神田武夫投手から決勝点となるタイムリーヒットを放ち、優勝に貢献した。高山は代打での活躍が評価され、大会の「美技賞」を獲得。
戦前最後のセンバツ大会となった翌1941年春の第18回選抜中等学校野球大会では鳥居兵治や加藤政一、後輩の坂井豊司らと共に出場。高山はレギュラーの一塁手として活躍し、準々決勝では別所昭投手を擁する滝川中学に延長14回の末に勝利して準決勝まで進出（この試合は別所がホームベース上のクロスプレーで左肘を骨折し、三角巾で左腕を吊って延長戦を投げ続けた末に敗れたことから、翌日の大阪毎日新聞に「泣くな別所、センバツの花」と書かれたことで知られる）。準決勝では林安夫投手の一宮中学に敗れて2連覇を逃した。
卒業後、1942年に阪神軍に入団。1年目から18試合に出場したが、1943年に従軍。戦後の1946年に阪神に復帰した。この年は41試合に出場している。1947年は出場無く、退団した。

## 詳細情報

### 年度別打撃成績
| 年 度     | 球 団     | 試 合 | 打 席 | 打 数 | 得 点 | 安 打 | 二 塁 打 | 三 塁 打 | 本 塁 打 | 塁 打 | 打 点 | 盗 塁 | 盗 塁 死 | 犠 打 | 犠 飛 | 四 球 | 敬 遠 | 死 球 | 三 振 | 併 殺 打 | 打 率 | 出 塁 率 | 長 打 率 | O P S |
| --------- | --------- | ----- | ----- | ----- | ----- | ----- | -------- | -------- | -------- | ----- | ----- | ----- | -------- | ----- | ----- | ----- | ----- | ----- | ----- | -------- | ----- | -------- | -------- | ----- |
| 1942      | 阪神      | 18    | 23    | 20    | 0     | 2     | 0        | 0        | 0        | 2     | 1     | 1     | 0        | 0     | --    | 3     | --    | 0     | 7     | --       | .100  | .217     | .100     | .317  |
| 1943      | 阪神      | 9     | 12    | 11    | 1     | 2     | 0        | 0        | 1        | 5     | 3     | 0     | 0        | 0     | --    | 1     | --    | 0     | 2     | --       | .182  | .250     | .455     | .705  |
| 1946      | 阪神      | 41    | 87    | 77    | 14    | 21    | 3        | 1        | 1        | 29    | 9     | 1     | 0        | 0     | --    | 10    | --    | 0     | 12    | --       | .273  | .356     | .377     | .733  |
| 通算：3年 | 通算：3年 | 68    | 122   | 108   | 15    | 25    | 3        | 1        | 2        | 36    | 13    | 2     | 0        | 0     | --    | 14    | --    | 0     | 21    | --       | .231  | .320     | .333     | .653  |

### 背番号
- 25 （1942年 - 1943年）
- 8 （1946年 - 1946年途中）
- 27 （1946年途中 - 1947年）